# Enzio Sardinský
Enzio Sardinský (italsky Enzo di Sardegna, 1220? – 11. března 1272, Bologna) byl králem Korsiky a Sardinie z dynastie Štaufů. Nemanželský syn císaře Fridricha II. byl otci zdatnou oporou během dlouhého sporu s papežskou kurií. Velkou část života strávil ve vězení v Bologni. Společně s otcem a bratry patří mezi představitele sicilské básnické školy.

## Život

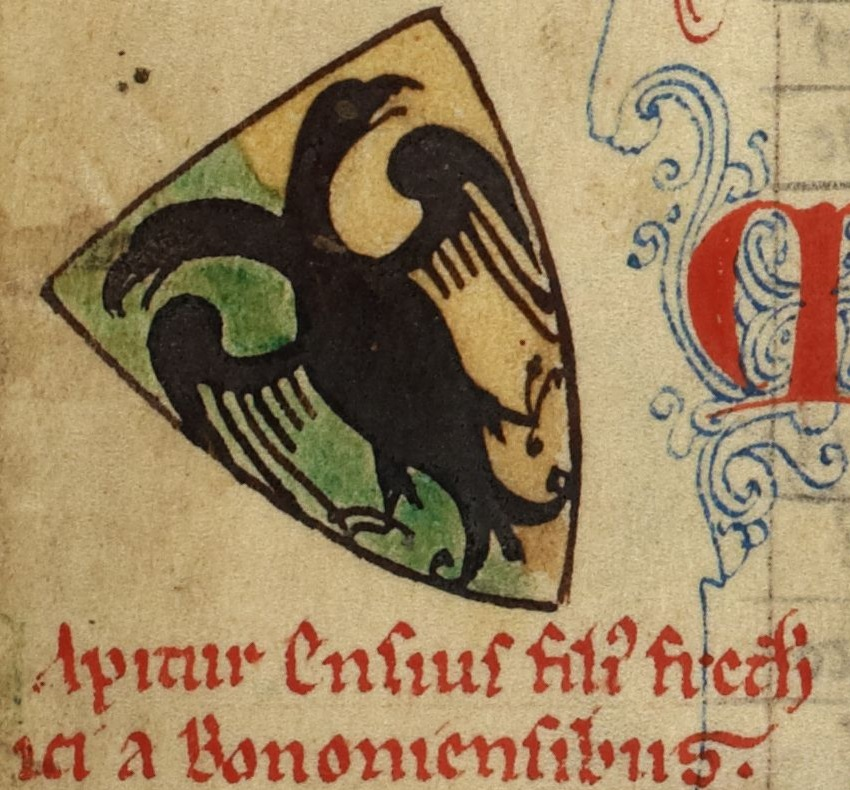
Znak Enzia Sardinského

Enzio se narodil z Fridrichova vztahu s Adélou z Urslingenu. Jméno Enzio pochází z německého Heinz, tj. Heinrich, a Enzio je rovněž znám pod jménem Jindřich Štaufský. Z císařových levobočků byl nejstarší, zdědil po otci fyzickou podobu i zálibu v sokolnictví. Fridrich měl syna velmi rád.
| „                     | ...Enzio, jehož dokonce i všichni protivníci označovali za chvályhodného muže, byl vynikající rek a vynikal vrozenou šlechetností... | “ |
| — Ricobaldo z Ferrary | |   |

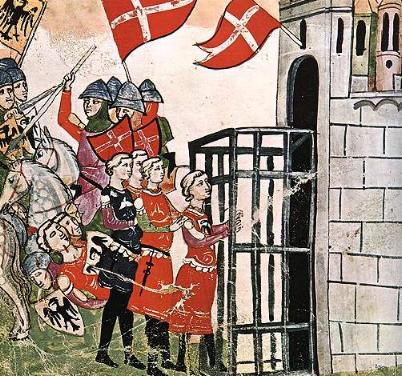
Enzio v zajetí města Bologna (Villaniho Nuova Cronica)

Roku 1238 byl Enzio pasován na rytíře a téhož roku se oženil s ovdovělou Adélou, jíž patřila polovina Sardinie. Nápad na sňatkové spojení vzešel od nevěstina klanu, který se tak chtěl vyvarovat nadvlády Pisánců. Roku 1239 byl jmenován sardinským králem. Sňatek byl roku 1246 z manželčina podnětu anulován.
Enzio podporoval zájmy svého otce, byl jmenován generálním vikářem. Zúčastnil se bitvy u Giglia, kde se střetl s papežským loďstvem, a u Gorgonzoly byl zajat Miláňany a poté vyměněn za jiného zajatce protistrany. Roku 1247 se podílel na obléhání Parmy. O dva roky později jej těsně po sňatku s dcerou veronského podesty v bitvě zajali Bolognané. Císař se snažil vyjednat synovo propuštění a již roku 1250 náhle zemřel.
Enzio se svobody nedočkal, byl vězněn až do své smrti roku 1272. Dlouhou chvíli si krátil skládáním básní a byl pohřben v kostele sv. Dominika v Bologni. Jeho osud ztvárnil Johann Josef Abert v opeře Král Enzio a palác, jenž mu sloužil za nucený příbytek, se dnes jmenuje Palác krále Enzia.